# Rue Charles-François-Dupuis
La rue Charles-François-Dupuis est une rue du 3e arrondissement de Paris.

## Situation et accès
La rue est située à l'extrémité nord du quartier du Marais, proche de la place de la République et relie la rue Béranger  à la rue Dupetit-Thouars.
Ce site est desservi par la station de métro République.

## Origine du nom
Elle porte son nom en honneur de l'homme politique, philosophe et scientifique français, Charles-François Dupuis (1742-1809).

## Historique
La rue a été percée, par un décret ministériel en date du 9 septembre 1809, sur une partie de l'enclos du Temple sous le nom de « rue Dupuis ».
Par un arrêté municipal du 13 novembre 2003 la « rue Dupuis » prend le nom de rue Charles-François-Dupuis.

## Pour approfondir